# Амперсанд

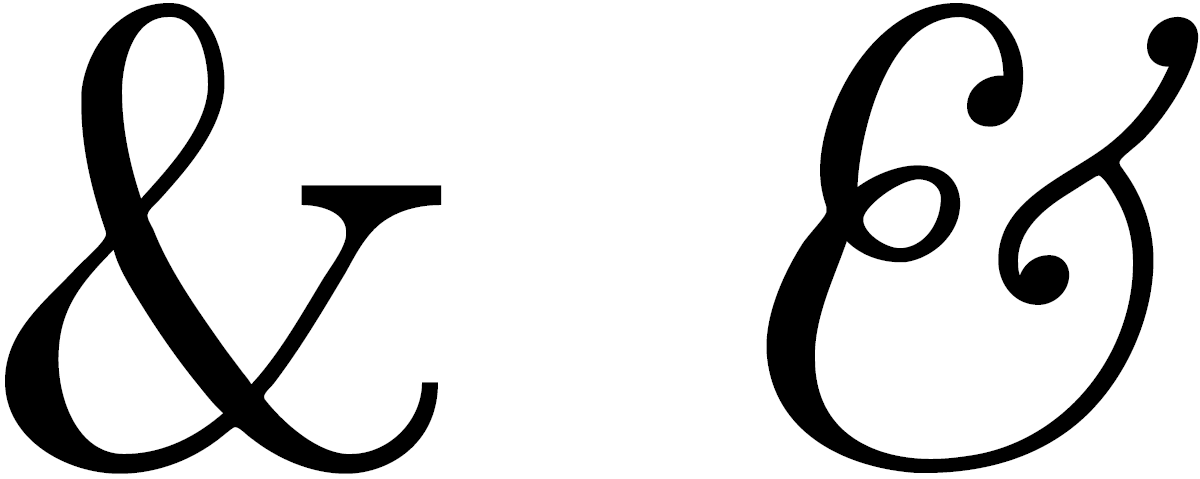
Амперсанд прямого та курсивного написання

Амперсанд (лат. ampersand) — назва знака «&», що є ідеограмою, яка означає сполучник «і». Він виник як лігатура літер «et» — латинського «і» або «та».

## Походження
Авторство амперсанда приписують Марку Тулію Тірону, відданому рабу та секретареві Цицерона. Навіть після свого звільнення від рабства, Тірон продовжував записувати промови Цицерона. До 63 р. до н. е. він створив свою систему скорочень прискореного письма, що її називають «тіронівськими знаками» або «тіроновими нотами» (лат. Notæ Tironianæ, оригінали не збереглися), якими користувалися до XI ст. (отже Тірон вважається також засновником римської стенографії).
Амперсанд з другої половини VIII ст. активно використовується переписувачами, а з середини XV ст. — типографами.

## Інші застосування
Амперсанд також застосовується в різних мовах програмування:
- у мовах С, С++, Java та інших, що використовують синтаксис С (PHP, Python та ін.) символ «&» застосовується для позначення декількох операторів:
  - отримання адреси змінної, унарний оператор «&» повинен передувати ідентифікатору (імені) змінної;
  - побітове логічне І між двома цілочисловими операндами;
  - оператор «&&» також означає логічне "і", але між двома булевими операндами.
- у мові С++ також використовується для повідомлення змінної адресованого типу.
- у HTTP оператором & також розділяються умови URI в рядку запиту, наприклад, ?book=12&page=45.
- у Бейсіку символ &, що стоїть після імені змінної, означає тип змінної «довге ціле», а сполучення символів &H означає, що число записано в шістнадцятковій системі числення; у Visual Basic, окрім того, за допомогою операції & відбувається конкатенація (об'єднання) рядків.
- в HTML конструкція на кшталт &xxxx; (де xxxx — числовий код або назва символу) дає можливість вивести будь-який символ з юнікод-простору, наприклад, &amp13; покаже у тексті ⅓. Цікаво, що сам & теж кодується відповідним кодом — &amp; або &#38;.[1]